# 賈充
賈 充（か じゅう）は、中国三国時代の魏から西晋にかけての武将・政治家。字は公閭（こうりょ）。司隷河東郡襄陵県（現在の山西省臨汾市襄汾県）の人。父は賈逵。母は柳氏（柳孚の妹）。妻は李婉・郭槐（宜城君）。子は賈黎民・男子。娘は賈荃（司馬攸の妃）・賈濬・賈南風（恵帝の皇后）・賈午（韓寿の妻）。

## 概要

### 経歴
父が病死した後、12歳で陽里亭侯を継いだ。当初は曹爽・何晏に採り立てられたが、曹爽達の失脚後に一時免職となった。復職後は司馬氏の腹心として活動した。
正元2年（255年）、毌丘倹・文欽が反乱を起こすと参軍として出征。司馬師が急死した後の軍の指揮を執った。
甘露2年（257年）、司馬昭の命令で諸葛誕の様子を窺うために使者として赴き、諸葛誕に叛意がある事を司馬昭に報告している。
甘露5年（260年）、皇帝曹髦が司馬氏から実権を奪い返すために兵を挙げた際、この事変の収拾を意図した司馬昭の指示を受け、乱の鎮圧に赴いた。このとき、賈充は部下の成済に命じて曹髦を殺害させた（甘露の変）。陳泰が、賈充を皇帝殺害の罪で極刑にすべきと司馬昭に訴えたというが、結局は実行犯の成済が罪を被せられ処刑されただけで、賈充は何の罪にも問われなかった。
景元5年（264年）、蜀漢征伐の後に鍾会が反旗独立を謀ると、賈充は司馬昭の命令で討伐軍の指揮を執り関中に赴いたが、途中で鍾会の死が伝わってきたため沙汰止みとなった。

### 西晋建国の功臣に
司馬昭の死後、その子の司馬炎に仕え、その禅譲に協力した。司馬炎（武帝）が即位すると、羊祜・荀勗・裴秀・王沈らと共に佐命の勲（晋朝成立の功臣）として功賞され、賈充の功績も筆頭に挙げられた。陳騫と共に特別な香を付与された事もあったという。
晋の時代になると司空・尚書令等を歴任し、『泰始律令』編纂の中心人物になった。律令の最初となったこの法典は、刑罰を軽くし、漢・魏の政令を整理し、儒教による秩序を重視した。『晋書』は『泰始律令』が人々の役に立ったと評価している。施政では農業生産を重視し、権限が重複する官職の統廃合を進めた。司馬炎は賈充の方針を評価した。一方、武官と文官の分離を徹底し、（刺史などの）文官が兵士を持てないようにしようとする進言は容れられなかった。
泰始6年（270年）、雍州・涼州で異民族の大規模な反乱が起き石鑒が鎮圧に失敗すると、任愷は司馬炎に対し賈充を鎮圧に赴かせるよう進言した。しかし任愷はかねてから賈充を快く思っておらず、賈充もまた任愷を非難していたので、この進言は賈充を外地に出させるための讒言であったと考えられる。賈充は送別の宴で荀勗と画策した。荀勗は司馬衷（太子）の妃に賈充の娘を嫁がせれば、洛陽を離れる必要はないと助言した。さっそく荀勗が宴に戻り、賈充の娘を司馬衷に嫁がせるよう主張すると、荀顗と武元楊皇后も賛同した。こうして婚姻が行われる事になり、賈充は洛陽に留まる事ができた。また、羊祜も内密に賈充の赴任反対を奏上しており、司馬炎にそのことを知らされると、賈充は羊祜に対し「貴殿が徳に優れている事を初めて知った」と礼を述べた。
両者の確執は、賈充派と任愷派の派閥抗争にも発展した。『晋書』「任愷伝」によると賈充派は楊珧・王恂・華廙ら、任愷派は庾純・張華・温顒・向秀・和嶠らがおり、両者の紛争が司馬炎の耳に入ったことから、司馬炎は賈充・任愷の両者を呼んで宴席を開き、融和を促した。しかし、表面上は互いに尊重しつつも、内実は対立したままだった。賈充は任愷を帝との接触が少ない尚書に転任させ、司馬炎から遠ざける事で両者の離間を謀った。これにより任愷を失脚させる事に成功したという。
また『晋書』「庾純伝」によると、賈充は酒席で任愷派の庾純に、親の世話をせずに官職に就いている（儒教のモラルでは問題であり、泰始律令にも規定があったが、庾純は兄弟が辞職して世話をしていたので法的には問題なかった）事を当てこすった事があった。庾純は怒り「高貴郷公（曹髦）はどこにいるのか」と、皇帝殺害の責任を匂わせて非難した。庾純はのちに、酒が入った上での発言であったと謝罪し、結局辞職した。ただし、庾純にはそれ以上の処分はされなかった。
呉征伐には終始消極的で、羊祜亡き後も杜預や張華といった主戦派を批判し続けた。
咸寧6年（280年）の呉征服戦においても、終始開戦に反対し続け、司馬炎に窘められた。総指揮官を任されてもそれは変わらず、杜預達が快進撃を続ける中においても、幾度となく撤退を主張する有り様であった。しかし結果的に呉征服が大成功を収めたため、天下は統一された。賈充は開戦に反対し続けていたとはいえ、地位が揺らぐ事はなく、荀勗や馮紞（李孚の孫）らと結託し、娘の賈南風を司馬衷の妻とする事に成功し、任愷や張華などの政敵を次々に排除していった。賈充は派閥を作る事に熱心で、多くの人材を評価したが、評価は個人的な好悪が優先された。杜預などかつての対呉主戦派の者たちは、中央に賄賂を送るなど保身に汲々とする有り様だったという。
魯公に封ぜられたが太康3年（282年）に死去し、諡号を審議した博士の秦秀は「荒」が相当と上申した。生前の功績や所業の善悪を斟酌して諡号は決定される物で、「荒」は「愉しみを恣にし国家の綱紀を紊乱した」者に与えられる。彼の生涯に鑑みて此の諡号は当然だったが司馬炎は認めず、その意を汲んだ博士・段暢が建議した「武」に決められた。
生涯を通じて司馬炎に対して忠実な臣下であったが、司馬炎の同母弟で自身の娘婿でもある司馬攸（斉王）の庇護者でもあった。呉征伐に反対したのは、異民族に対する憂慮や当時司馬攸が服喪期間中であったため司馬攸の政治的地位の低下を慮っていたからとの説もある。

## 一族
賈充の母は節義を重んじ、曹髦を殺害した成済の不忠を常々罵倒していた。しかし、成済に殺害を命じたのが息子であるとは知らず、周囲の冷笑を買っていた。母は死に臨んで、賈充に先妻の李婉を呼び戻すよう言い残して事切れた。
当初、賈充は李婉（魏の李豊の娘）を娶っていたが、李豊が謀反の罪で司馬師に殺害されると、郭槐（郭配の娘。郭配は郭淮の弟）を後妻に迎えた。李婉が死去すると、李婉の娘は父との合葬を願い出たが、賈南風が許さなかったため、賈南風の死後にようやく合葬することができた。また、李婉は『女訓』を著した。
賈充には男子がおらず、彼の死後本来ならその血統は断絶するところであったが、妻の郭槐が強く願い出た事もあり、特例として娘の賈午の息子である外孫の韓謐（後に賈謐と改姓）を、後継者として迎え入れる事が許された。
賈南風は司馬炎の没後、司馬衷（恵帝）の皇后となったが、権力闘争を繰り広げた結果、西晋を衰退させ（八王の乱）、最後は司馬倫（趙王）から自害に追い込まれ、賈一族も皆殺しとなった。
李婉の娘の一人の賈荃は司馬攸の妃となり、司馬冏（斉王）を生んだ。当初、司馬冏は司馬倫と共に賈一族を滅ぼすのに加担したが、後に司馬倫と対立してこれを退け、政治の実権を握ることになった。まもなく自身も賈后や司馬倫と同様、内乱に巻き込まれ殺害された。
賈充が建国に貢献した西晋は、こうして彼の子や孫たちによって短期間のうちに滅亡へと向かっていった。それはまた、彼の一族を破滅させることにもつながった。